# نیک بکر
نیک بکر (انگلیسی: Nick Becker؛ زادهٔ ۳۰ ژوئیهٔ ۱۹۶۸) یک بازیکن والیبال اهل ایالات متحده آمریکا است. وی در بازی‌های المپیک تابستانی ۱۹۸۴ یه همراه تیم  آمریکا موفق به کسب مدال برنز شد.